# Gruszynka
Gruszynka, gruszkówka, gruszyczka, ortylia, ramiszja (Orthilia Raf.) – rodzaj roślin z rodziny wrzosowatych. W tradycyjnych, dawniejszych ujęciach systematycznych zwykle włączany do szeroko ujmowanego rodzaju gruszyczka Pyrola. Obejmuje dwa gatunki – szeroko rozprzestrzenioną w strefie umiarkowanej i okołobiegunowej półkuli północnej gruszynkę jednostronną Ortilia secunda oraz endemiczną dla Kazachstanu Orthilia kareliniana. W niektórych ujęciach rodzaj jest monotypowy (obejmuje tylko O. secunda).

## Morfologia
PokrójNiewielkie, zielone rośliny zielne i krzewinki o łodydze podnoszącej się do prosto wzniesionej, nagiej lub owłosionej, zwłaszcza w części szczytowej.
LiścieZimozielone, łodygowe, skrętoległe, czasem zebrane w 2–4 pozorne okółki. Blaszki osadzone na ogonkach, eliptyczne, jajowate do zaokrąglonych, całobrzegie, nieco faliste lub drobno piłkowane, bez plam i nagie.
KwiatyZebrane po 4–15 w jednostronne grona, które są zwieszone w fazie pąków i kwitnienia, wyprostowane w czasie owocowania. Kwiaty wsparte są przysadkami. Kielich z 5 działek szerokotrójkątnych do jajowatych, zrośniętych tylko u nasady. Płatki korony są białe do zielonobiałych, tworzą koronę kształtu nieco urnowatego. Szyjka słupka nieco dłuższa od płatków korony, prosta. Pręciki w liczbie 10 znajdują się wewnątrz korony.
OwoceTorebki zwisające, zawierające po ok. tysiąca drobnych, nerkowatych, oskrzydlonych nasion.

## Systematyka
Pozycja systematyczna
Rodzaj z plemienia Pyroleae, podrodziny Monotropoideae, rodziny wrzosowatych Ericaceae, która wraz z siostrzaną rodziną Cyrillaceae należą do rzędu wrzosowców. W obrębie plemienia Pyroleae rodzaj zajmuje pozycję bazalną. Młodszy względem niego klad tworzy rodzaj gruszyczka Pyrola, który jest siostrzanym względem pary rodzajów gruszycznik Moneses i pomocnik Chimaphila. W tradycyjnych, dawniejszych ujęciach systematycznych rodzaj Orthilia włączany był do szeroko ujmowanego rodzaju gruszyczka Pyrola, co wobec wyodrębniania rodzaju pomocnik Chimaphila, czyniło z Pyrola takson parafiletyczny. 
Wykaz gatunków
- Orthilia kareliniana (A.K.Skvortsov) Holub
- Orthilia secunda (L.) House – gruszynka jednostronna

We Flora of China jako osobny gatunek wyodrębniana jest Orthilia obtusata (Turczaninow) H. Hara różniąca się od O. secunda krótszymi, tępymi lub zaokrąglonymi liśćmi oraz mniejszą liczbą kwiatów (od 4 do 8, podczas gdy u O. secunda jest ich zwykle 8–15).